# Nane Annan

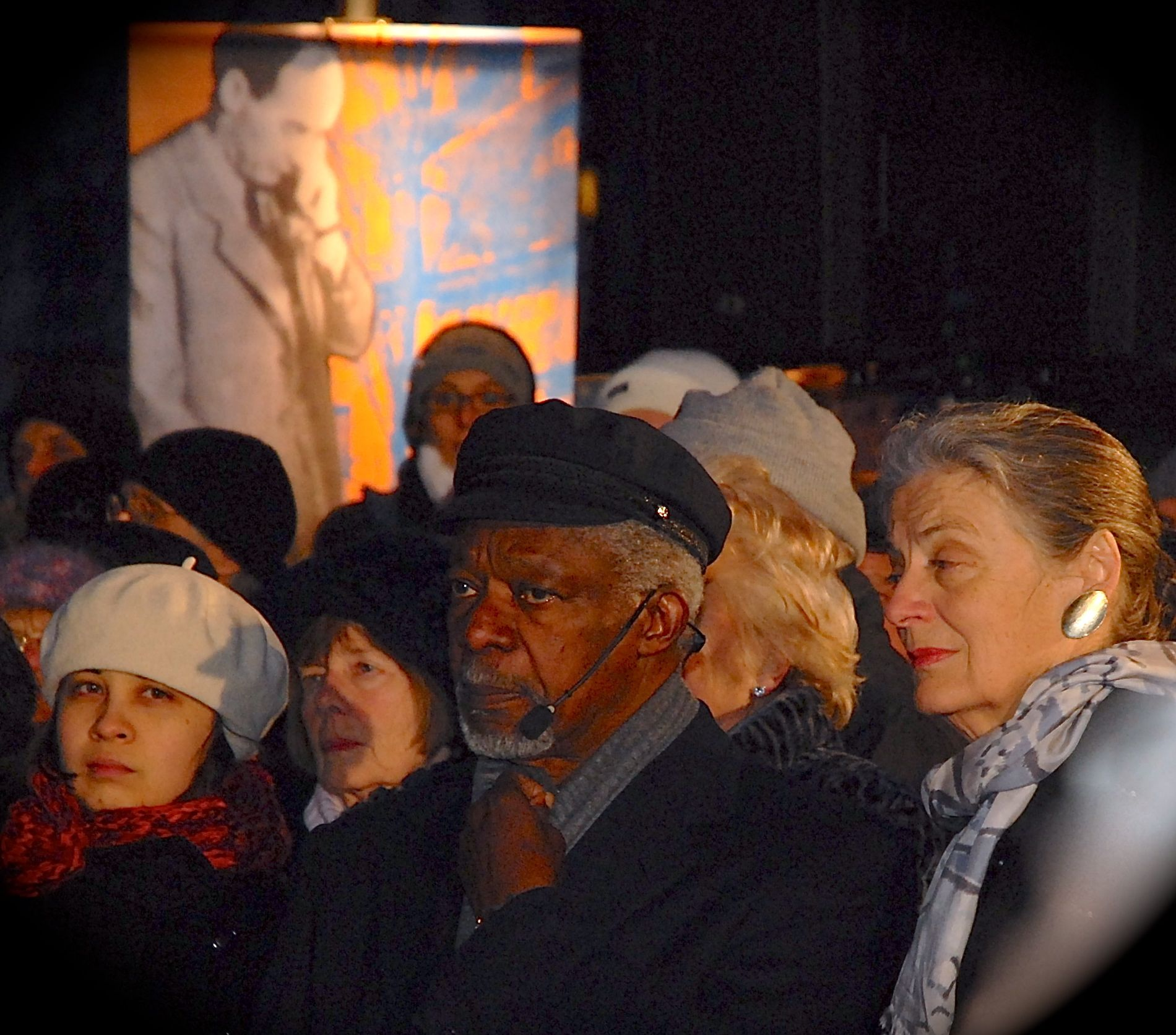
Kofi Annan och Nane Annan (till höger) på Förintelsens minnesdag den 27 januari 2012 på Raoul Wallenbergs torg i Stockholm. Raoul Wallenberg på affischen i bakgrunden.

Nane Maria Annan, tidigare Cronstedt, ogift Lagergren, född 14 oktober 1944 i Storkyrkoförsamlingen i Stockholm, är en svensk jurist och konstnär. Hon är systerdotter till den svenske diplomaten Raoul Wallenberg.

## Biografi
Annan är dotter till domaren och riksmarskalken Gunnar Lagergren och Raoul Wallenbergs halvsyster Nina Lagergren (född von Dardel). Efter avlagd juris kandidat-examen har hon bland annat varit tingsnotarie vid Stockholms rådhusrätt från 1969, kammarrättsfiskal vid kammarrätten i Stockholm från 1973 och vikarierande kammarrättsassessor under år 1975.
Nane Annan har varit engagerad i en rad biståndsprojekt och var sommarvärd i Sveriges Radio 1999.
Nane Annan var 1969–1975 gift med juristen greve Claes Cronstedt (född 1943), med vilken hon fick en dotter 1970. Från 1984 och fram till hans död var hon gift med Kofi Annan som 1997–2006 var FN:s generalsekreterare.

## Utmärkelser
- Torstein Dales minnespris – 2002